# Guido Balzarini
Guido Balzarini (Arrone, 1874-Roma, 1935) fue un deportista italiano que compitió en esgrima, especialista en la modalidad de sable. Participó en los Juegos Olímpicos de París 1924, obteniendo una medalla de oro en la prueba por equipos.

## Palmarés internacional
| Juegos Olímpicos | Juegos Olímpicos | Juegos Olímpicos | Juegos Olímpicos  |
| Año              | Lugar            | Medalla          | Prueba            |
| ---------------- | ---------------- | ---------------- | ----------------- |
| 1924             | París (Francia)  | Medalla de oro   | Sable por equipos |